# Alph Lyla
Alph Lyla (アルフ・ライラ), por vezes creditada como Alfh Lyra wa Lyra ou Alpha Lyla, é uma banda de nintendocore (ou seja, que toca músicas de videogames) formada por músicos que trabalham na Capcom, sendo, por isso, considerada a In-house band desta desenvolvedora.
O nome deriva da grafia katakana dAs Mil e Uma Noites.
Integrantes da banda incluem a pianista Pii♪ (a.k.a. Yoko Shimomura), os tecladistas Bunbun (a.k.a. Yasuaki Fujita) e Pakkun, o guitarrista Uppi (a.k.a. Kazushi Ueda), baixista WOODY, o baterista Tatsui, dentre outros.

## Discografia
Alguns de seus trabalhos estão inclusos nos seguintes álbuns:
- Daimakaimura ~ G.S.M. Capcom 1 D28B-0011
- Strider Hiryu ~ G.S.M. Capcom 2- D25B-1001
- Final Fight ~ G.S.M. Capcom 3 PCCB-00030
- Street Fighter II -G.S.M. CAPCOM 4- PCCB-00056
- Captain Commando ~ G.S.M. Capcom 5 PCCB-00083
- Varth: Operation Thunderstorm -G.S.M. CAPCOM 6- PCCB-00110
- TENCHI WO KURAU II THE BATTLE OF CHI BI -G.S.M. CAPCOM 7- PCCB-00133
- Rockman X SRCL-2828
- Street Fighter II ALPH-LYLA with Yuji Toriyama SRCL-2857

Há ainda algumas músicas na trilha-sonora do filme Street Fighter II: The Animated Movie